# 禿鷹站
秃鷹站（西班牙語：Cóndor）是玻利維亞里奥穆拉托斯—波托西铁路线上的火車站，是西半球最高的火車站，海拔4787公尺。